# شورای اورشلیم

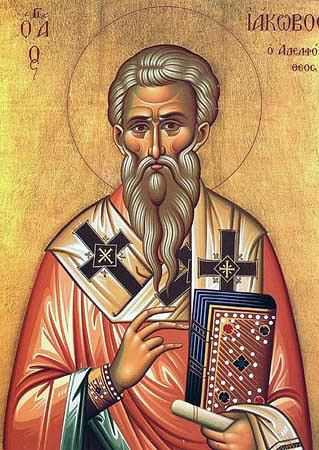
نماد نئو بیزانسی جیمز عادل

شورای اورشلیم نام شورایی است که در حدود سال ۵۰ میلادی برای بحث در مورد مشکلات مسیحیت اولیه برگزار شد. مهمترین دستور شورا این بود که جنتیلهای مسیحی شده احتیاجی به ختنه شدن ندارند و لازم نیست از تمامی قوانین موسی تبعیت کنند. ولیکن شورا اعلام کرد که آنها قوانین نخوردن خون، گوشت حاوی خون، گوشت حیواناتی که درست ذبح نشدند، و زنا و بت‌پرستی را باید رعایت کنند. شرح شورا در کتاب اعمال رسولان در فصل ۱۵ آمده است. همچنین شرح دیگری در نامه پولس به گالاتیانها در فصل دوم آمده است. ولیکن مشخص نیست که پولس قطعاً به شورای اورشلیم اشاره می‌کند.

## پیشینه
شورای اورشلیم در حدود سال ۵۰ میلادی برگزار شد. در این زمان که حدوداً ۱۷ سال از دنیا رفتن عیسی گذشته بود بیشتر پیروان او یهودی زاده بودند. از این رو آنها ختنه شده بودند و از تمامی قوانین یهودی تبعیت می‌کردند. تنها تفاوت آنها با بقیه یهودیان اعتقاد به مسیح بودن عیسی بود. در این زمان مسیحیت دارای پیروانی شد که یهودی زاده نبود و جنتیل بودند. مهمترین بحث این بود که آیا این افراد نیز احتیاجی به یهودی شدن و تبعیت از قوانین یهودی دارند تا پیرو عیسی باشند یا خیر. ختنه شدن در کتاب پیدایش که مسیحیان نیز به آن اعتقاد داشتند و دارند به عنوان عهد خداوند با ابراهیم ذکر شده است. در شورا بر اساس توصیه پطرس و توسط جیمز طرح زیر پیشنهاد شد: